# Helmut Hitzigrath
Helmut Hitzigrath (* 7. Mai 1891 in Hamburg; † 29. September 1950 in Berlin) war ein deutscher evangelischer Pfarrer in Berlin.

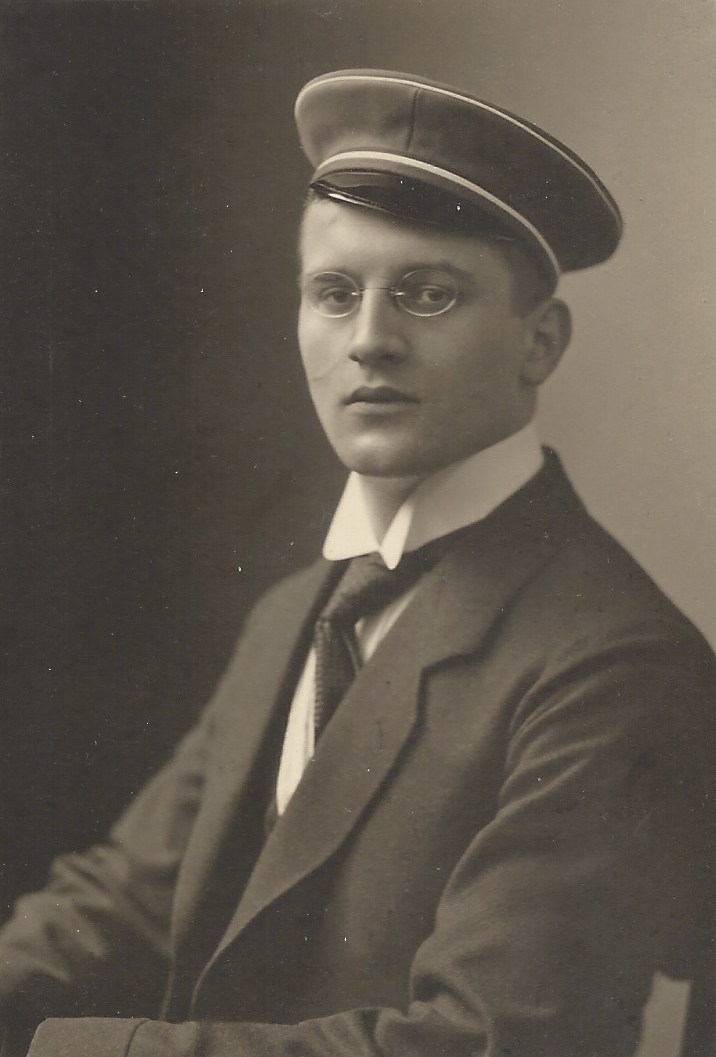
Hellmut Hitzigrath als Hallenser Teutone

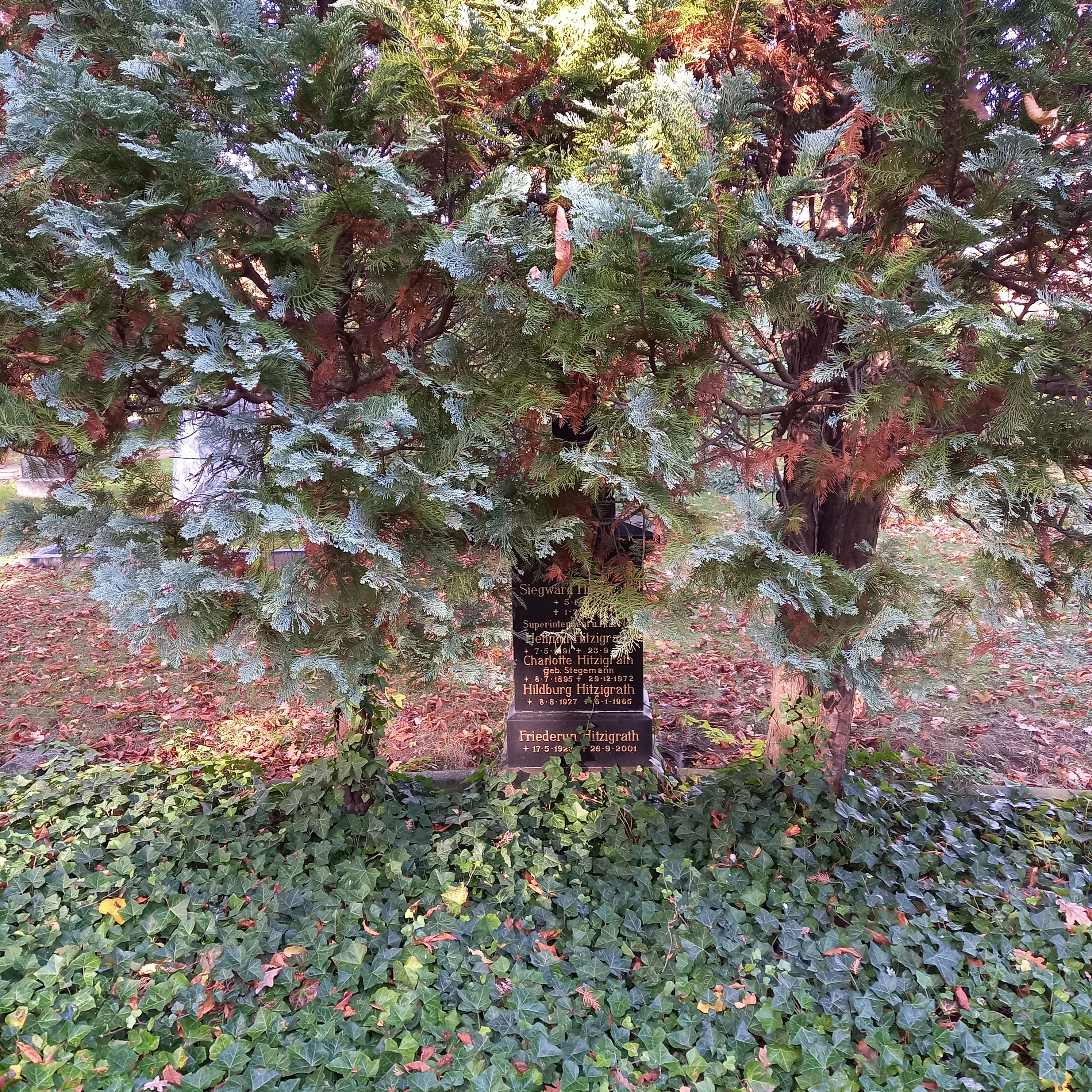
Das Grab von Helmut Hitzigrath und seiner Ehefrau Charlotte geborene Stegemann im Familiengrab auf dem evangelischen Friedhof an der Johanniskirche in Berlin

## Leben
Helmut Hitzigrath war Sohn des Hamburger Realschuldirektors Heinrich Hitzigrath. Er besuchte die Gelehrtenschule des Johanneums. Nach dem Abitur studierte er ab 1909 an der Friedrichs-Universität Halle Evangelische Theologie. Am 18. Oktober 1909 wurde er Fuchs bei Teutonia Halle, dem Corps seines Vaters. Am 7. Juli 1910 recipiert und am August 1911 inaktiviert, wechselte er an die Georg-August-Universität Göttingen und die Kaiser-Wilhelms-Universität Straßburg. Am 5. Juni 1912 im Corps Palaio-Alsatia recipiert und als Consenior ausgezeichnet, pflegte er jahrzehntelang den corpsbrüderlichen Zusammenhalt. Zuletzt studierte er an der Königlichen Universität zu Greifswald. Am 1. Oktober 1914 bestand er in Münster die erste theologische Prüfung. Im Ersten Weltkrieg war er von November 1914 bis 1916 Zivilerzieher an der Hauptkadettenanstalt in Lichterfelde. Am 5. März 1917 bestand er in Berlin die zweite theologische Prüfung mit „gut“. Am 1. Juni 1917 wurde er Pfarrverwalter, am 22. Juli 1917 Pfarrer an der Dorfkirche Bertikow, Uckerfelde.
Als „Großstadtpfarrer“ kam er am 1. Januar 1926 an die Johanniskirche in Berlin-Moabit. Dort blieb er 24 Jahre bis an sein Lebensende. In der Zeit des Nationalsozialismus wirkte er ab Ende 1935 als stellvertretender Präses im Berlin-Brandenburgischen Bruderrat der Bekennenden Kirche. Er war Superintendent von Moabit und Vertrauensmann aller Bekenntnispfarrer des Kirchenkreises Berlin Stadt II. Mit Franz-Reinhold Hildebrandt, Martin Niemöller, Will Praetorius, Eberhard Röhricht und Gerhard Jacobi engagierte er sich im Pfarrernotbund. Als bedächtiger Mann von deutschnationaler Gesinnung ließ er sich nicht einschüchtern. Er wirkte über die Grenze seiner Kirchengemeinde hinaus. Angehörige von inhaftierten Glaubensbrüdern in der Justizvollzugsanstalt Moabit fanden Unterkunft in seinem Pfarrhaus. Dass er als Referent für Studenten der „illegalen“ Kirchlichen Hochschule Berlin an verbotenen theologischen Prüfungen teilnahm, brachte ihm die Verhaftung am 15. März 1941 und drei Monate Gefängnis ein. Fünf Jahre später trat er seinen Dienst als Superintendent des Kirchenkreises Berlin Stadt II an. Er starb mit 59 Jahren im Amt.
Verheiratet war Hitzigrath seit 1922 mit der Pfarrerstochter Charlotte Stegemann aus Göritz. Der Ehe entstammen die Kinder Friedhelm (* 1923), Sigrid (* 1925) und Rüdiger Hitzigrath (1929–2017). Der zu Beginn des Tausendjährigen Reiches geborene Sohn Siegwart kam an seinem Ende ums Leben; der Bombenangriff am 1. Februar 1945 zerstörte das Pfarrhaus und die Johanniskirche.